# Emil Abel
Emil Abel (Vienna, 2 giugno 1875 – Londra, 3 aprile 1958) è stato un chimico austriaco.
Allievo di Walther Nernst a Gottinga, fu un tecnico della Siemens-Halske nonché professore di ingegneria elettrica e direttore dell'istituto di chimica fisica all'Università tecnica di Vienna. Poco più di un mese dopo l'Anschluss, in quanto ebreo venne espulso dall'università con un decreto del 22 aprile 1938 (così come suo figlio Stefan, studente di legge) e il 9 dicembre gli fu chiesto di lasciare la Società tedesca di fisica di cui era membro dall'allora presidente, l'olandese Peter Debye. Mentre Debye si trasferiva negli Stati Uniti, Abel emigrò a Londra dove lavorò all'University College. Nel 1949 l'Università tecnica di Vienna gli concesse il "Golden Diploma".
È noto per importanti ricerche nel campo dell'elettrochimica, della catalisi e della cinetica di reazione. Sue pubblicazioni sono Über das Gleichgewicht zwischen den verschiedenen Oxydationsstufen desselben Metalles (1901), Theorie der Hypochlorite (1904), Hypochlorite und elektrische Bleiche. Theoretischer Teil (1905) e il completamento dell'Handbuch der anorganischen Chemie di Richard Abegg (1921).